# Luis De Santis Natale
Luis De Santis Natale (Berisso, 16 de maig de 1914 - La Plata, 2 d'agost del 2000) fou un entomòleg argentí. Enginyer Agrònom i Doctor en Ciències Naturals, va descriure 64 gèneres d'himenòpters i algunes espècies, i 3 gèneres de tisanòpters: Aneristothrips (1958), Lenkothrips (1970) i Micropsothrips (1950). A més a més, li va ser atorgada la medalla d'or per la Fundació Filippo Silvestri de la Universitat de Nàpols Frederic II l'any 1964.
El 1980, va publicar el document "Els himenòpters brasilers de la sèrie parasitària, incloent Bethyloidea", que va incloure 173 tàxons (espècies i subespècies) del complex Proctotrupoidea per al Brasil. Estudis actuals han augmentat el nombre d'espècies amb descripcions de nous tàxons i/o nous registres de països i de noves associacions de parasitoides amfitrions.
Entre les seues obres es destaquen les referides als afelínids i encírtids de la República Argentina, els calcidoïdeus de les Illes de Juan Fernández, la Llista d'himenòpters paràsits dels insectes de la República Argentina i el Catàleg dels Himenòpters paràsits de la República Argentina.
Luis De Santis va pertànyer a:
- Acadèmia de les Ciències de Nova York (1995)
- Associació americana per l'avanç de la ciència (1995)
- Departament d'Agricultura i Serveis de Consum (Gainesville, Florida 1997)